# Rico Murray
Rico Murray (Cincinnati, Ohio, 21 de agosto de 1987) é um jogador de futebol americano que atua como cornerback pelo Cincinnati Bengals na National Football League. Foi contratado pelo Bengals em 2009 como free agent que não fora escolhido no draft. Jogou futebol americano universitário pela Universidade de Kent.